# (20513) Lazio
(20513) Lazio ist ein Asteroid des Hauptgürtels, der am 10. September 1999 von den italienischen Astronomen Franco Mallia und Gianluca Masi am Campo-Catino-Observatorium (Sternwarten-Code 468) in der Gemeinde Guarcino entdeckt wurde.
Der Asteroid ist nach der italienischen Region Latium benannt, deren wichtigste Stadt die italienische Hauptstadt Rom ist und die als erste italienische Region ein Gesetz gegen Lichtverschmutzung erlassen hat.